# Егорова, Елизавета Николаевна
Елизавета Николаевна Егорова (13 февраля 1910 — ?) — бригадир полеводческой бригады свиноводческого совхоза «Ручьи» Министерства мясной и молочной промышленности СССР во Всеволожском районе Ленинградской области. Герой Социалистического Труда (3 ноября 1951).

## Биография
В деревне в Тверской области в большой крестьянской семье 13 февраля 1910 года родилась Елизавета Николаевна.
Спустя 21 год переехала в Ленинград и устроилась на работу в качестве овощевода в пригородный совхоз "Ручьи"
Спустя 7 лет Е.Н. Егорова стала бригадиром полеводческой бригады.
Во время Великой Отечественной войны и блокады Ленинграда бригада Елизаветы Егоровой продолжала высаживать и выращивать картофель, капусту и лук для нужд города.
В 1943 году Е.Н. стала членом ВКП(б)/КПСС.
После войны, не смотря на большие сложности, связанные с отсутствием необходимой механизации овощеводства, бригада Елизаветы Николаевны собирала с каждого гектара очень много урожая.
В 1947 году за очередной рекорд по сбору капусты, Елизавета Николаевна как бригадир полеводческой бригады была награждена орденом Трудового Красного Знамени.
В 1949 году за очередные достижения Е.Н. Егорова была награждена орденом Ленина.
Высокая культура земледелия, энтузиазм, трудолюбие и использование самых современных методов - все эти факторы позволили в 1950 году установить очередной рекорд по сбору турнепса, так необходимого для развивающейся тогда новой отрасли животноводства.
3 ноября 1951 года Президиум Верховного Совета СССР своим указом за отличные показатели работы как в сфере овощеводства, так и в сфере животноводства, а также обеспечение поголовья скота в полной потребности всеми необходимыми запасами, присвоил Егоровой Е.Н. звание Героя Социалистического Труда с вручением ордена Ленина и Золотой медали «Серп и Молот».
В возрасте 59 лет ушла на пенсию. После наступления пенсии жила в Ленинграде. Дата смерти неизвестна.

## Политическая деятельность
- Делегат XIX (1952) и XXII (1961) съездов КПСС. Депутат Верховного Совета СССР 4-го созыва (1954-1958)[1].
- Депутат Всеволожского районного Совета[1].

## Награды
- Орден Ленина (05.10.1950)
- Орден Ленина (03.11.1951)
- Орден Трудового Красного Знамени (17.04.1949)